# Marek Bartosik
Marek Wiesław Bartosik (ur. 5 maja 1941 w Łodzi, zm. 10 lipca 2023) – polski inżynier, polityk i nauczyciel akademicki, poseł na Sejm X kadencji (1989–1991), były wiceminister nauki.

## Życiorys
W 1965 ukończył studia na Wydziale Elektrycznym Politechniki Łódzkiej. W 1973 uzyskał stopień doktora nauk technicznych, w 1981 został doktorem habilitowanym. W 1986 objął funkcję kierownika Zespołu Naukowego Łączników Próżniowych i Energoelektronicznych oraz dyrektora Instytutu Aparatów Elektrycznych. W 1991 został profesorem Politechniki Łódzkiej.
W 1965 wstąpił do Polskiej Zjednoczonej Partii Robotniczej, był członkiem jej Komitetu Centralnego. W 1989 został wybrany na posła na Sejm X kadencji z okręgu Łódź-Śródmieście, w trakcie kadencji pełnił funkcję zastępcy przewodniczącego Komisji Łączności z Polakami za Granicą.
Związany później z Sojuszem Lewicy Demokratycznej. W latach 2002–2005 był wiceministrem kolejno w Komitecie Badań Naukowych oraz w Ministerstwie Nauki i Informatyzacji.
W 1988 został członkiem Sekcji „Technika Wielkich Mocy” Komitetu Elektrotechniki Polskiej Akademii Nauk, a w 1993 Sekcji „Elektrotechnika” Komitetu Badań Naukowych. Był członkiem Rady Wojewódzkiej Naczelnej Organizacji Technicznej oraz prezes Wojewódzkiego Klubu Techniki i Racjonalizacji oraz członkiem Akademii Inżynierskiej w Polsce. Był członkiem Wydziału V Nauk Technicznych Łódzkiego Towarzystwa Naukowego.

## Odznaczenia
- Złoty Krzyż Zasługi (1986)
- Złote Odznaczenie im. Janka Krasickiego (1986)[3]